# Чемпионат России по дзюдо 2017
Чемпионат России по дзюдо 2017 года прошёл с 16 по 19 сентября в Нальчике.

## Медалисты

### Мужчины
| Категория                   | Золото                           | Серебро                                | Бронза                                                                      |
| --------------------------- | -------------------------------- | -------------------------------------- | --------------------------------------------------------------------------- |
| Наилегчайший вес (до 60 кг) | Гамзат Заирбеков Дагестан        | Сахават Гаджиев Свердловская область   | Альберт Монгуш Тыва Егор Цветков Оренбургская область                       |
| Полулёгкий вес (до 66 кг)   | Иса Исаев Башкортостан           | Арам Григорян Ставропольский край      | Толиб Джебов Санкт-Петербург Исмаил Часыгов Ингушетия                       |
| Лёгкий вес (до 73 кг)       | Георгий Елбакиев Северная Осетия | Георгий Шмаков Кемеровская область     | Ондар Саян Тыва Олег Бабгоев Ставропольский край                            |
| Полусредний вес (до 81 кг)  | Иван Воробьёв Тюменская область  | Абас Азизов Чечня                      | Мурат Хабачиров Кабардино-Балкария Магомед Абдулкагиров Ставропольский край |
| Средний вес (до 90 кг)      | Алихан Цечоев Ингушетия          | Фёдор Целиди Северная Осетия           | Исмаил Хамхоев Санкт-Петербург Александр Росляков Москва                    |
| Полутяжёлый вес (до 100 кг) | Асхаб Костоев ЯНАО               | Рамазан Малсуйгенов Карачаево-Черкесия | Мераб Маргиев Северная Осетия Хайбула Магомедов Дагестан                    |
| Тяжёлый вес (свыше 100 кг)  | Тамерлан Башаев Москва           | Аслан Камбиев Москва                   | Александр Михайлин Москва Руслан Шахбазов Краснодарский край                |

### Женщины
| Категория                   | Золото                             | Серебро                                 | Бронза                                                                   |
| --------------------------- | ---------------------------------- | --------------------------------------- | ------------------------------------------------------------------------ |
| Наилегчайший вес (до 48 кг) | Мария Персидская Самарская область | Оксана Агазаде Москва                   | Кристина Румянцева Самарская область Наталья Комова Самарская область    |
| Полулёгкий вес (до 52 кг)   | Анастасия Поликарпова Москва       | Галия Сагитова Санкт-Петербург          | Наталья Павлова Санкт-Петербург Софья Чистанова Красноярский край        |
| Лёгкий вес (до 57 кг)       | Дарья Межецкая Самарская область   | Анастасия Конкина Самарская область     | Татьяна Казенюк Краснодарский край Наталья Голомидова Московская область |
| Полусредний вес (до 63 кг)  | Дарья Давыдова Тюменская область   | Валентина Костенко Самарская область    | Екатерина Оноприенко Пермская область Камила Бадурова Москва             |
| Средний вес (до 70 кг)      | Алёна Прокопенко Санкт-Петербург   | Таисия Киреева Челябинская область      | Ирина Громова Алтайский край Валентина Мальцева Пермская область         |
| Полутяжёлый вес (до 78 кг)  | Антонина Шмелёва Орловская область | Вера Москалюк ХМАО                      | Юлия Лаврентьева Самарская область Анастасия Дмитриева Москва            |
| Тяжёлый вес (свыше 78 кг)   | Ольга Артошина Красноярский край   | Анжела Гаспарян Калининградская область | Мария Шекерова Татарстан Наталья Соколова Красноярский край              |